# Barcelona en tranvía
Barcelona en tranvía és un reportatge realitzat conjuntament pels germans Ricard i Ramon de Baños l'any 1909. La cinta era el primer d'un conjunt de tres documentals (la mateixa Barcelona en tranvía, Valencia en tranvía i De Málaga a Vélez-Málaga) encarregats per Domènec Comamala amb l'objectiu de projectar-los al Metropolitan Cinemaway. Barcelona en tranvía forma part de la llista dels bàsics de cinema català.

## Argument
Mitjançant la mostra de la vista de la Barcelona de principis del segle xx, el film recorre un tram d'una de les cinc línies de tramvia que tenia la ciutat catalana a principis del segle passat; concretament, els trajectes tramviaris "Circumval·lació" i "Drassanes-Bonanova" de la línia regentada per la Companyia Anònima del Tramvia. Des de la part davantera d’un dels tramvies, el reportatge fílmic mostra el recorregut que avança pel Passeig de Gràcia i segueix pel carrer Salmerón, actualment anomenat carrer Gran de Gràcia. Seguidament, la trajectòria s'estén per la plaça Lesseps, l'Avinguda de la República Argentina i, per finalitzar, el carrer Craywinckel. El metratge de millor qualitat, però, es troba comprès entre el carrer Gran de Gràcia fins a arribar a la plaça Lesseps.

## Història

### El context dels germans Baños i el cinema català

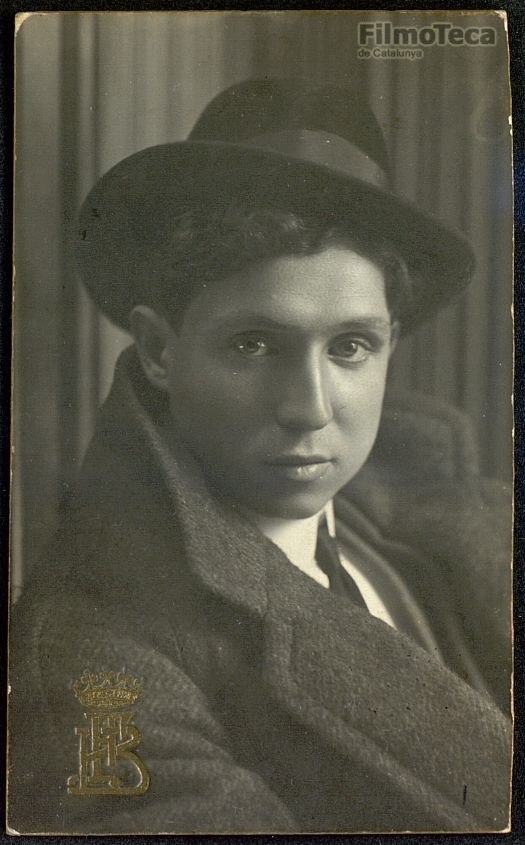
Retrat de Ramon de Baños.

Ricardo de Baños (1882-1939) i Ramon de Baños (1890-1986), els dos nascuts a Barcelona, ja havien mostrat un interès especial en la fotografia des de petits; mentre un Ricard de nou anys entrava a treballar com a aprenent a la secció de fotografia dels Grandes Almacenes El Siglo (de la Rambla), un Ramon influenciat per la passió del seu germà es convertiria en un dels fotògrafs més acreditats de Barcelona.
Els germans Baños, tot i que van fundar conjuntament la productora Royal Films el 1915, van iniciar-se en la producció de films documentals i d'actualitats, mostrant els fets més rellevants del territori i totes les accions atzaroses del seu voltant. En la representació d'actualitats, els germans Baños s'havien adaptat amb fermesa. És per aquesta raó que, juntament amb el director i productor cinematogràfic Albert Marro, havien creat visions sobre la Setmana Tràgica de 1909 i altres esdeveniments que es van retratar en produccions com Homenatge a Guimerà a la plaça de Catalunya (1909), o Enterrament del cardenal Casañas (1908).
La incorporació de Ricard de Baños a la productora Hispano Films el 1906 havia coincidit amb una profunda vitalitat en el territori català. Aquell any havia estat l'escenari de la constitució de la Solidaritat Catalana, la celebració del I Congrés Internacional de la Llengua Catalana, o la publicació de Prat de la Riba, La nacionalitat catalana. Però, en l'univers cinematogràfic, aquest any seria significant a causa de la creació de Barcelona Films de Gelabert, i d'Hispano Films d'Albert Marro. A aquesta darrera productora cinematogràfica s'incorporaria Ricard de Baños després d'haver estat considerat una gran figura per Marro, el qual necessitava operadors excel·lents que fossin coneixedors de la càmera de presa de vistes.
És així com la feina de Baños com a operador s'inauguraria amb la filmació de les inundacions de Lleida, promoguda per l'empresari (anomenat Valls) del teatre Bosque de Barcelona. Quan Marro, el qual no havia estat present en el rodatge, va poder visionar el producte de Baños, el seu grau d'entusiasme va provocar que Ricard passés a formar part de la productora. Mesos després, però, seria anomenat soci, en el lloc de Joan Baptista Turull. Tot i això, abans de les inundacions, Baños ja havia filmat un reportatge d'actualitats titulat Desfile de coches, on es mostraven la preparació i l'ornamentació dels automòbils abans de la desfilada anual que se celebrava des del carrer Ferran fins al Parc de la Ciutadella.
Barcelona en tranvía pertany a la primera etapa de col·laboració entre Ricard de Baños i la productora d'Albert Marro Hispano Films, durant el període comprés entre els anys 1906-07 i 1910. Aquells anys van estar marcats al panorama cinematogràfic català per l'interès pels reportatges i documentals, que eren entesos per les autoritats de l'època com peses divulgatives i, com a tals, respectades i aplaudides. Després de 1910 De Baños va dedicar-se, en major mesura, als films argumentals, tot i que mai va deixar el documental.

### Barcelona en tranvíai la Hispano Films: la creació
L'inici de la llarga i rica col·laboració de Ricard Baños amb la Hispano Films inauguraria la tradició de la seva primera etapa basada en reportatges, documentals o vistes naturals. Aquesta tradició, així, va manifestar-se de diverses maneres, executant-se produccions documentals i d'actualitat gairebé d'interès turístic, vistes rurals o urbanes, reportatges científics, fets actuals amb rellevància social o política, fets històrics, o festes populars i costums. Les imatges de Barcelona i els seus voltants van ser les primeres, i van seguir-les altres indrets protagonistes d'obres com La Costa Brava (1906), Indústria del corcho en Palafrugell (1907), Montserrat (1907), Entierro del cardenal Casañas (1908), Granja avícola de Arenys de Mar (1908)', o Barcelona en globo (1909), d'entre d'altres.
És, precisament, en aquesta etapa quan el Metropolitan Cinemaway encarrega a la Hispano la producció de Barcelona en tranvía, juntament amb Valencia en tranvía i De Málaga a Vélez-Málaga. En alguns dels films, a part, és complicat diferenciar si es tracta d'un treball conjunt entre Baños i Marro, o si, en canvi, és una obra de Ricard. A més, la participació del seu germà, Ramon de Baños, en alguna peça de la seva filmografia intensifica les complicades atribucions. I és que, segons unes notes de Ricard i les afirmacions del seu germà, una part de la cinta de Barcelona en tranvía havia estat filmada per Ramon.
Tot i que a l'inici del film el títol es presenta com a "Barcelona en 1908. Vista tomada desde un tranvía", la data del rodatge i producció realment correspon a l'abril de 1909. I és que la peça pertanyia al conjunt de les tres produccions esmentades anteriorment, i, a més, podria haver format part de films que oferien una visió de la ciutat de Barcelona, com Los parques de Barcelona (1907), El puerto de Barcelona (1907), o Barcelona y su puerto a vista de pájaro (1909).

A més, d'entre les raons que justifiquen el 1909 com la data de realització, existeix una publicació a La Vanguardia del 23 d'abril d'aquest any que anuncia el seu rodatge: 
"Estación Central, calle Cortes (entre paseo de Gracia y Rambla de Cataluña). – Esta Compañía tiene el honor de hacer saber al público, que habiendo encargado al Hispano Films el sacar una vista de Barcelona en tranvía, para luego reproducirla en el Metropolitan Cinemaway, se le hacen saber el día, la hora y el recorrido, para que todos los que quieran aparecer en dicha película puedan elegir el sitio en cualquiera de los puntos que a continuación citamos:
El tranvía en el cual irá la máquina, llevará una vagoneta delante y saldrá el domingo, 25 de abril, a las once de la mañana, del cruce del paseo de Gracia a la Granvía, plaza Tetuán, Arco Triunfo, paseo Industria, paseo Aduana, paseo Colón, Ramblas, plaza Cataluña, paseo de Gracia, calle Mayor, Josepets, Cray-Winckel, paseo Bonanova y avenida Tibidabo."
D'aquesta manera, l'anunci de La Vanguardia confirma la seva data real, juntament amb altres fets que donen suport al 1909 com a l'any de rodatge. I és que el Metropolitan Cinemaway havia estat inaugurat l'any 1909, i, precisament, seria aquest el que encarregaria el film de Baños. A més, la data es torna a confirmar amb l'aparició d'un cartell publicitari entre les imatges de la pel·lícula, anunciant una cursa ciclista que se celebraria aquell precís any.

### Metropolitan Cinemaway
Barcelona en tranvía va ser la primera pel·lícula d'un grup de tres que va encarregar Domingo Comamala a Hispano Films. Aquestes pel·lícules estaven concebudes per al Metropolitan Cinemaway, un cinema ubicat al número 605 de la Gran Via de Barcelona que havia adoptat la forma d'un vagó de tren, concebut amb la intenció que s'assimilés a la vivència d'un viatge. En aquest cinema barceloní, es projectaven de manera exclusiva les phantom rides, un tipus de films que es rodaven mitjançant la instal·lació d'una càmera en un vehicle (normalment un tren o tranvía), filmant els recorreguts que aquest efectuava. Era, en definitiva, una imitació de les atraccions de fira nord-americanes anomenades Hale's Tours.
El Metropolitan Cinemaway havia estat creat el 1909 (i tancaria el 1911), impulsat per l'esmentat Domingo Comamala, fabricant tèxtil, i Canudas, enginyer. Aquest darrer, de fet, havia estat l'encarregat de dissenyar un sistema mecànic que fes sacsejar la sala que recreava el vagó, i ho havia complementat amb la incorporació d'efectes sonors que generessin la sensació d'un autèntic viatge en tren. L'escenografia creada en el cinema, a més, s'estenia fins a l'entrada, la qual s'havia concebut com la guixeta d'una estació, venent entrades que semblaven bitllets de tren; així com els acomodadors, els quals marcaven les entrades-bitllets vestits amb els uniformes dels revisors. Fins i tot, tres dies a la setmana, l'espai es convertia en un tren de primera classe, assistint-hi els ciutadans més elevats socialment; mentre que la resta de dies, els obrers i els treballadors s'endinsaven a la sala-vagó de tercera classe.
Barcelona en tranvía (o Paseo en tranvía por Barcelona, tal com s'havia anunciat a La Vanguardia el dia de l'estrena) es va presentar l'1 de maig de 1909 a la Metropolitan Cinemaway. Estrenat en dues parts, va ser una de les projeccions més exitoses que es van dur a terme en aquell espai, a causa del seu caràcter com a retrat de la població barcelonina que havia esperat l'arribada de la càmera sobre el tramvia.

## Anàlisi

### Recursos formals
El film mostra en diversos plans el recorregut del tramvia mitjançant l'ús del tràveling. Aquest desplaçament permet l'observació dels carrers de Barcelona omplerts de ciutadans que es desplacen a peu, en carro o en bicicleta. Els diversos plans s'uneixen a través d'intertítols que, com a recurs per al cinema mut, aporten a l'espectador els noms dels carrers i espais de la ciutat visibles en les imatges. Aquests texts, però, semblen estar inserits en un moment posterior a l'edició de la pel·lícula.
D'altra banda, el film consisteix en un únic tipus de pla general que permet la visualització constant de la via del tramvia, flanquejada i creuada per diversos vianants, bicicletes, carros i escassos vehicles. A més, des d'un punt de vista frontal (condicionat per la posició de la càmera a la part frontal del tramvia), la pel·lícula presenta les oscil·lacions pròpies del moviment del vehicle.
Des del punt de vista de l'acció i del moviment dins del pla, i tal com s'ha explicat anteriorment, el relat es construeix com una descripció visual de la Barcelona de principis del segle xx. Malgrat això, algunes de les imatges mostren poca espontaneïtat en la presència dels seus protagonistes anònims, els quals esperaven expressament l'arribada del tramvia, gairebé impedint la visió de les veritables escenes quotidianes que es desenvolupaven a la ciutat catalana.

### Recorregut de la ciutat: continguts històrics
Barcelona en tranvía es tracta d'una de les expressions més primitives del cinema documental. Aquest havia estat un ric mètode per recollir els bocins d'aspectes socials i culturals d'un entorn que corria el risc de ser oblidat. I és que "l'aspecte més corrent del documental fou el de fer viatjar l'espectador", concebent com a exemple representatiu la mateixa cinta de Baños, la qual és una clara mostra de "(...) paisatges, viles i monuments [que] passen davant els ulls astorats dels contempladors per la màgia del nou invent". Malgrat això, tot i que l'obra s'adapta a les característiques d'un documental i funciona com a testimoni d'una ciutat transformada, és més raonable pensar en la seva realització com una experimentació primerenca dels inicis del cinema català.
Sobre un tramvia sense passatgers, Baños inicia el recorregut que, originalment, havia de passar per Passeig de Gràcia-Gran Via, seguida de la plaça Tetuán, l'Arc de Triomf, Passeig Indústria, Passeig Aduana, Passeig Colom, les Rambles, Plaça Catalunya, Passeig de Gràcia, el Carrer Major de Gràcia, la plaça Lesseps, el carrer Craywinckel, el Passeig Bonanova, i l'Avinguda Tibidabo. Malgrat això, només es va poder restaurar el trajecte de la línia B (observant altres tramvies amb la lletra) que comprenia Passeig de Gràcia fins al carrer Craywinckel. És possible, a part, que el model de tramvia sobre el qual es va dur a terme la filmació fos el 157, ja que aquest era el que recorria la línia C (Circumval·lació) fins a la línia B (Bonanova), coincidint amb el trajecte que s'efectuava en la pel·lícula original.

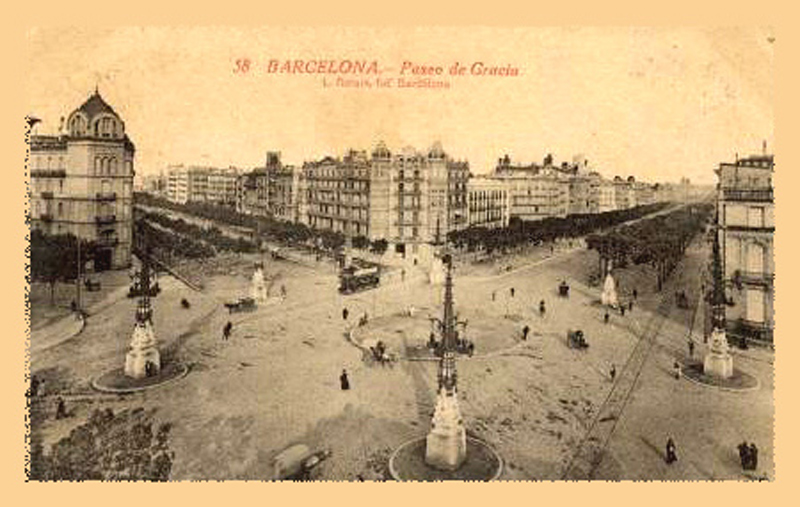
La plaça del Cinc d'Oros a la dècada de 1910, on es poden observar les vies de tramvia per on havia passat el vehicle del film.

D'altra banda, quan la càmera se situa a la cruïlla coneguda com el Cinc d'Oros, entre Passeig de Gràcia i La Diagonal, es poden observar els fanals que Pere Falqués havia dissenyat i que al juny s'inaugurarien com la nova il·luminació elèctrica de la zona, tal com anunciava La Vanguardia el dia 29 de juny de 1909: 
"Terminado el acto, y después de inaugurar oficialment el alumbrado eléctrico del cruce de la Granvía Diagonal con el paseo de gracia y el de la calle Mayor de dicha barriada, el alcalde y los concejales que le acompañaban trasladáronse al teatre del Bosque, donde se dió una función en honor del Ayuntamiento"

El ciclista Antoine Dussot amb Henri Fossier, el seu entrenador, entre 1905 i 1907.

A més, en el film es pot observar com, en una de les cinc estructures del Cinc d'Oros, hi reposava un cartell publicitari que anunciava la cursa ciclista que se celebraria al velòdrom Parque de Sports el 26 d'abril de 1909, l'endemà de la filmació. Al cartell s'hi llegien tres noms (Dussot, Pasquier i Gerini) que informaven sobre els participants de la carrera, tractant-se d'Antoine Dussot (o Stayer), el gran ciclista que competiria contra els altres aspirants.
Seguidament, sota els peus de la següent columna del Cinc d'Oros (i sobre un carro), s'aixecava un venedor sostenint un cartell que, aprofitant la ja anunciada filmació, promocionava el seu producte amb la frase "Sesenta aromàtico - Licor digestivo". Davant d'aquests termes, s'han elaborat hipòtesis sobre si es podria tractar d'un licor italià anomenat Campari que tenia seixanta ingredients diferents, d'entre els quals hi havia plantes aromàtiques; o si l'anunciador que apareix en el film havia creat la seva pròpia beguda imitant la italiana.
Finalitzant el recorregut per Passeig de Gràcia, i entrant al llavors anomenat carrer Salmerón, la càmera es creua amb un altre tramvia que anunciava, a través d'un cartell, l'aigua Béatrix, provinent del balneari de Suïssa, Vals les Bains. El producte es podia comprar en ampolles o bé en pastilles. Aquestes darreres es podien adquirir en farmàcies, per les seves suposades propietats curatives.

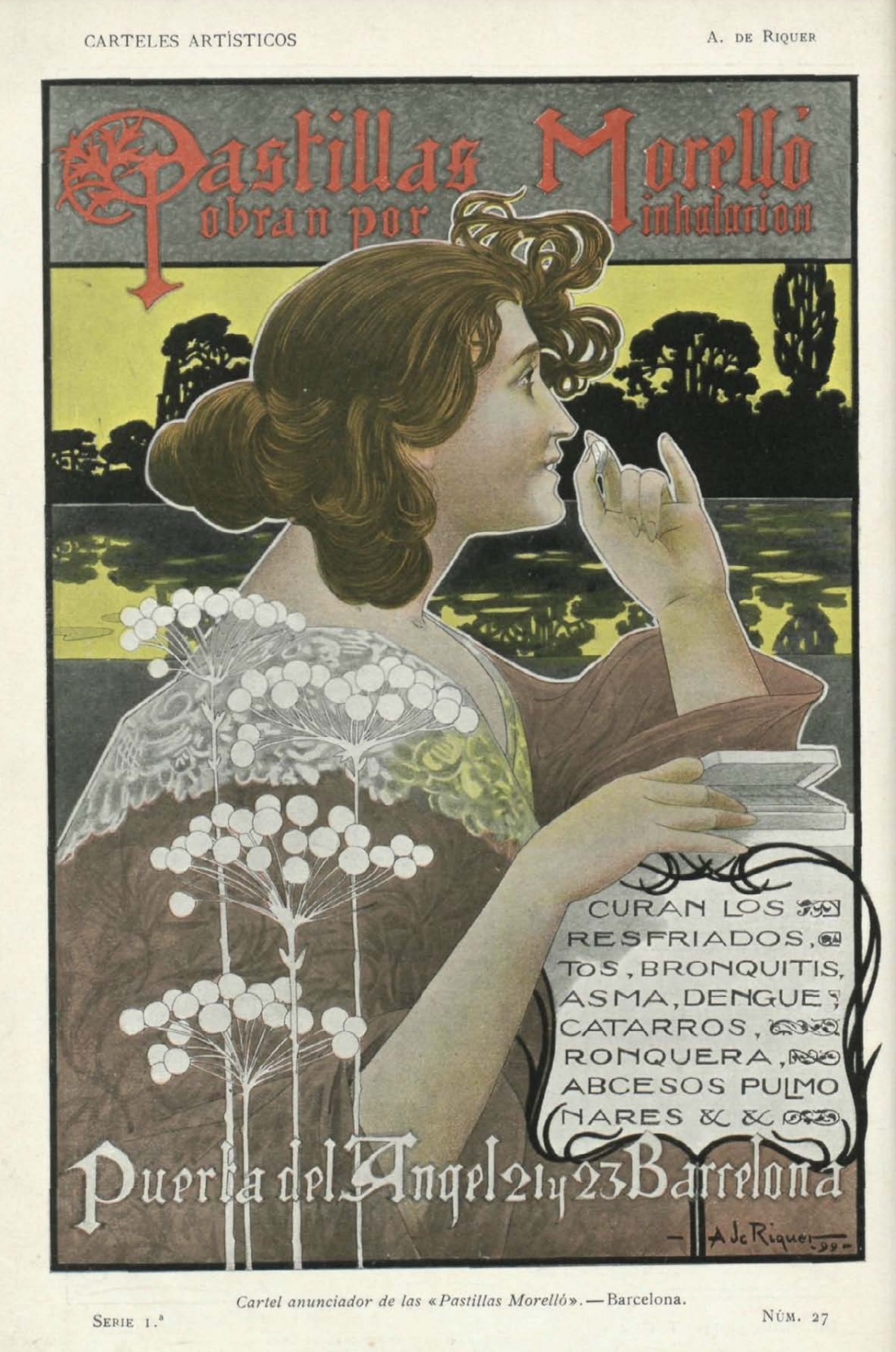
Cartell publicitari d'Alexandre de Riquer i Ynglada anunciant les "Pastillas Morelló" l'any 1901.

Quan l'altre tramvia queda fora de camp, es descobreix un edifici coronat amb el rètol "Sociedad Catalana General de Crédito", la qual es va crear el 1856 amb la intenció d'impulsar la indústria. La seu que apareix al trajecte del carrer Salmerón corresponia al número 135, i, formant part del territori barceloní, havia desenvolupat mercats, la casa de la Maternitat o edificis a La Diagonal. Malgrat tot, l'1 d'abril de 1914 va davallar completament després de la crisi dels fons per a immobles i obres públiques.
Seguidament, i en el mateix pla, s'observa un gran cartell amb les paraules "Pastillas Morelló", les quals eren fabricades a la ciutat de Barcelona per als refredats, l'asma, la bronquitis o la tos.
A mesura que el film avança, i abans d'abandonar la vista de la plaça Lesseps i endinsar-se a l'Avinguda República Argentina, s'efectua un tall que oculta la feina del guardaagulles, el qual apareix als últims instants del pla de la plaça. Els guardaagulles eren els treballadors de l'àmbit ferroviari que manejaven les agulles que canviaven la direcció dels tramvies per tal que s'incorporessin a una altra via. En el film, el guardaagulles anònim s'encarregava de canviar les agulles i dirigir el tramvia a la pujada, situada després de l'espai on, l'any 1910, es reconstruiria l'estació de Josepets, la qual havia estat destruïda el 1907.
A continuació, després de la pujada, s'hi observa un cartell publicitari on es llegeix "Medicamentos Costanzi". Es tractaven d'uns remeis antiveneris que Ángelo Costanzi, el seu creador, assegurava capaços de curar la sífilis, d'entre altres malalties.
Al final del pla del carrer Craywinckel, a més, s'hi entreveu la construcció de la Torre Andreu (o La Rotonda), que des del 1906 havia estat en procés d'aixecament, el qual no finalitzaria fins al 1918. L'encàrrec l'havia efectuat Salvador Andreu, un empresari del sector farmacèutic, a Adolf Ruiz i Casamitjana.
Finalment, els últims fotogrames de Barcelona en tranvía conclouen amb la projecció del logotip de la Sociedad Española de Cinematografía Moral e Instructiva ("S.E.C.M.E.I."), la qual pretenia educar d'acord amb la moralitat de l'època a través del cinema en els àmbits escolars. Així, el film de Baños ensenyaria la bellesa nacional i de la pàtria. Malgrat això, la societat va ser creada posteriorment al rodatge, fet que demostraria l'addició posterior del logotip a la pel·lícula.

## Conservació
La relació d'amistat entre Carlos Fernández Cuenca, fundador de la Filmoteca Espanyola de Madrid el 1953 (abans anomenada Filmoteca Nacional), i els germans Baños havia permès que la còpia del film en suport de nitrat (el qual era inflamable), es pogués traspassar a un material més segur. A més, es podria haver dut a terme una còpia del negatiu, entre els anys 1950 i 1960, a partir d'una còpia en suport de nitrat que posseïa Ramon de Baños; realitzant una altra en positiu posteriorment i permetent una conservació òptima.

## Influència posterior
Barcelona en tranvía i els seus creadors s'envolten d'una aura d'importància històrica a causa de la seva contribució en el desenvolupament del cinema català i espanyol. La intensa activitat dels germans Baños i la constitució de films produïts a Barcelona havien provocat que la ciutat catalana es convertís en la capital de la inicial indústria cinematogràfica espanyola.
A part, la visió de la Barcelona desapareguda que ofereix la peça contribueix en la creació d'un discurs històric de la ciutat, contribuint en l'estudi de l'evolució i comparació de la paisatgística urbana actual amb la de principis del segle xx. De la mateixa manera, la seva constitució és un testimoni d'aquell primer cinema català, on l'experimentació basada en la mostra del món coetani es plasma perfectament en el film. Així, dins de la classificació de phantoms rides, la peça contribuiria en la tradició de moviments exògens (o els que es produeix amb el dispositiu fílmic), basant el seu relat formal en l'ús pur del tràveling.

D'altra banda, la seva influència posterior ha estat definida de manera indirecta (contribuint en el naixement i creixement del cinema a Catalunya), però també directament. I és que els exemples de productes d'altres disciplines artístiques han demostrat la seva importància artística i històrica, tractant-la com a font d'inspiració per a noves obres creatives. És l'exemple de l'escriptor (especialment de poesia), crític literari i dibuixant xilè, Enrique Lihn, amb la creació d'un dels poemes inclosos en el llibre inèdit Musa de la calle, los hospitales y los museos (1981-1982). El poema, anomenat Barcelona en tranvía, 1908, descriu les imatges de la ciutat catalana a principis del segle xx, destacant els efectes fantasmals produits pel recorregut que, tot i efectuar-se sobre un tramvia, sembla estar filmat des d'un espai no-físic:
"Un tranvía invisible recorre las calles del cine mudo
se le adelantan ciclistas y algunos peatones que lo persiguen
[...]
Es un paseo por Barcelona, escrito en celuloide 

por la nueva máquina de hacer fantasmas."
A part, Lihn presenta una comparació dels vianants del film amb dofins, el tramvia amb un vaixell, i els carrers de Barcelona amb l'immens mar. I reflexiona al voltant de les reaccions dels partícips del film comparades amb les dels espectadors, creant dos universos diferenciats però connectats per la peça de Baños: 
"[…] aunque los receptores en la filmoteca, tres o cuatro gatos 
estén muy lejos de compartir la emoción de los emisores 
casi grotesca por lo que se puede apreciar.
[…] si se prescinde de los operadores invisibles 
los delfines al menos, 
falsos, revolotean obnubilados por un fanal 
que en lugar de abrazar los congela: 
paralizando la vida en fotografías animadas 
en la Avenida Argentina 
con sus trajecitos de época y esas caras 
ayer como hoy irrepetibles 
hoy como ayer las mismas, también en ese punto 
el de su inveterada mínima diferencia 
y qué, sombras. Si ya estábamos allí 

en este lugar allí inimaginable, la filmoteca.
A través d'aquest fragment, Lihn aconsegueix plasmar el caràcter que adopta la càmera davant la percepció dels espectadors, però també dels testimonis de la filmació (i protagonistes de la peça). La persona que visiona les imatges pot sentir una sensació d'identificació quan observa els "personatges" anònims que el saluden, contribuint en el desenvolupament de l'estètica cinematogràfica de la subjectivació de la visió respecte al relat.